# Malpura
Malpura è una suddivisione dell'India, classificata come municipality, di 27.242 abitanti, situata nel distretto di Tonk, nello stato federato del Rajasthan. In base al numero di abitanti la città rientra nella classe III (da 20.000 a 49.999 persone).

## Geografia fisica
La città è situata a 26° 19' 06 N e 75° 23' 38 E.

## Società

### Evoluzione demografica
Al censimento del 2001 la popolazione di Malpura assommava a 27.242 persone, delle quali 14.056 maschi e 13.186 femmine. I bambini di età inferiore o uguale ai sei anni assommavano a 4.547, dei quali 2.355 maschi e 2.192 femmine. Infine, coloro che erano in grado di saper almeno leggere e scrivere erano 16.917, dei quali 10.260 maschi e 6.657 femmine.